# Пучхон
Пучхо́н (кор. 부천시, 富川市, Bucheon-si) — місто в провінції Кьонгідо, Південна Корея. Влада Пучхону просуває концепцію культурної столиці столичного регіону Судогвон.

## Історія
У 1914 році декілька районів города Інчхон і повіту Пупхьон були об'єднані під назвою «Пучхон». У 1931 році район (мьон) Кенам (кор. 계남면) бул перейменований у Соса (кор. 소사면). У 1941 році Соса отримав більш високий адміністративний статус «ип». Після здобуття незалежності від Японії, північно-західна частина Пучхону була знову приєднана до Інчхону. Статус міста був присвоїний Пучхону в 1973 році.
У 1988 році Пучхон був поділений на два округи: Намгу (південний) і Чунгу (центральний). Намгу згодом був перейменований у Сосагу. У 1993 році після розділу Чунгу були сформовані два нових округи: Вонмігу і Оджонгу.

## Географія
Пучхон — відносно невелике по території місто з високою щільністю населення. Розташоване між містами Інчхон і Сеул. Практично всю територію міста займають житлові квартали.

## Адміністративний поділ
Пучхон адміністративно ділиться на 3 ку (гу) і 37 тон (дон):
| Округ            | Район            | Хангиль   | Площа, км² | Населення, чол |
| ---------------- | ---------------- | --------- | ---------- | -------------- |
| Вонмігу (원미구) | Вонмі-ідон       | 원미2동   | 0,51       | 16 540         |
| Вонмігу (원미구) | Вонмі-ільдон     | 원미1동   | 0,99       | 20 690         |
| Вонмігу (원미구) | Йонгок-ідон      | 역곡2동   | 1,10       | 18 067         |
| Вонмігу (원미구) | Йонгок-ільдон    | 역곡1동   | 1,13       | 19 550         |
| Вонмігу (원미구) | Сандон           | 상동      | 0,91       | 22 055         |
| Вонмігу (원미구) | Сан-ідон         | 상2동     |            | 32 712         |
| Вонмігу (원미구) | Сан-ільдон       | 상1동     | 2,25       | 28 478         |
| Вонмігу (원미구) | Сан-самдон       | 상3동     |            | 34 290         |
| Вонмігу (원미구) | Сімгок-ідон      | 심곡2동   | 0,59       | 16 579         |
| Вонмігу (원미구) | Сімгок-ільдон    | 심곡1동   | 0,47       | 14 292         |
| Вонмігу (원미구) | Сімгок-самдон    | 심곡3동   | 0,43       | 15 598         |
| Вонмігу (원미구) | Сосадон          | 소사동    | 0,55       | 11 056         |
| Вонмігу (원미구) | Тодандон         | 도당동    | 2,01       | 26 182         |
| Вонмігу (원미구) | Чундон           | 중동      | 0,94       | 18 613         |
| Вонмігу (원미구) | Чун-ідон         | 중2동     | 1,17       | 32 823         |
| Вонмігу (원미구) | Чун-ільдон       | 중1동     | 1,25       | 36 118         |
| Вонмігу (원미구) | Чун-садон        | 중4동     | 8,05       | 23 890         |
| Вонмігу (원미구) | Чун-самдон       | 중3동     | 0,93       | 27 437         |
| Вонмігу (원미구) | Чхунийдон        | 춘의동    | 2,92       | 16 483         |
| Вонмігу (원미구) | Яктедон          | 약대동    | 0,69       | 10 396         |
| Оджонгу (오정구) | Вонджон-ідон     | 원종2동   | 0,78       | 25 420         |
| Оджонгу (오정구) | Вонджон-ільдон   | 원종1동   | 1,61       | 27 221         |
| Оджонгу (오정구) | Коган-ільдон     | 고강1동   | 1,84       | 17 883         |
| Оджонгу (오정구) | Коган-пондон     | 고강본동  | 1,71       | 35 597         |
| Оджонгу (오정구) | Оджондон         | 오정동    | 6,88       | 23 321         |
| Оджонгу (오정구) | Сінхиндон        | 신흥동    | 3,14       | 21 841         |
| Оджонгу (오정구) | Сонгоктон        | 성곡동    | 4,09       | 44 445         |
| Сосагу (소사구)  | Квеандон         | 괴안동    | 1,03       | 24 582         |
| Сосагу (소사구)  | Помбактон        | 범박동    | 2,92       | 22 119         |
| Сосагу (소사구)  | Сімгок-пондон    | 심곡본동  | 0,95       | 20 656         |
| Сосагу (소사구)  | Сімгок-понільдон | 심곡본1동 | 0,76       | 20 567         |
| Сосагу (소사구)  | Соса-понільдон   | 소사본1동 | 1,21       | 16 283         |
| Сосагу (소사구)  | Соса-понідон     | 소사본2동 | 0,8        | 10 987         |
| Сосагу (소사구)  | Соса-понсамдон   | 소사본3동 | 1          | 37 041         |
| Сосагу (소사구)  | Сонне-ідон       | 송내2동   | 1,24       | 28 210         |
| Сосагу (소사구)  | Сонне-ільдон     | 송내1동   | 1,13       | 23 856         |
| Сосагу (소사구)  | Сонне-самдон     | 송내3동   | 1,79       | 25 834         |

## Освіта
Виши міста
- Пучхонський коледж,
- Коледж Юхан,
- пучхонський кампус Корейського католицького університету
- Сеульський теологічний університет.

## Туризм і визначні пам'ятки
Влада міста Пучхону позиціонується як культурний центр центральної частини Південної Кореї. Культурне і туристичне життя міста представлене наступними пам'ятками:
- Пучхонський філармонічний оркестр — один із найвідоміших оркестрів у Кореї.[3] Пучхонський філармонічний оркестр був першим музичним колективом, що отримав у 2005 році премію Хоам, яка є у Південній Кореї аналогом Нобелівської премії.[4]
- Пучхонський кінофестиваль — проходить у місті з 1997 року. Цей фестиваль спеціалізується на фантастичному кіно.[5][6]
- Музей анімації — розташований у окрузі Вонмігу.[7]
- Музей скла і кераміки — виставлені експонати в основному іноземних європейських майстрів періоду XVIII — XX століть.[7]
- Фестиваль мистецтв Поксаголь — проходить з 1985 року щорічно на весні. У рамах фестивалю проводиться театралізована хода, виставки художників і літераторів, музичні конкурси, виступ фольклорних колективів.[8]
- Парк шедеврів світової архітектури — у цьому парку представлені ряд шедеврів світової архітектури в зменшеному вигляді. Тут можна знайти будівлю Сіднейської опери, Ейфелеву вежу, Собор Василія Блаженного та інші знамениті будівлі.[9]
- Акробатичний театр Тончхан — один із найстаріших у Кореї, існує протягом 70 років.[9]

## Міста-побратими
Пучхон має декілька міст-побратимів як у Південній Кореї, так і за кордоном:
Всередині країни
- Місто Хвасон, провінція Кьонгідо — з 1996
- Повіт Понхва, провінція Кьонсан-Пукто — з 1997
- Повіт Муджу, провінція Чолла-Пукто — з 1997
- Округ Сонпхагу, місто Сеул — з 1996
- Повіт Окчхон, провінція Чхунчхон-Пукто — з 1997
- Повіт Каннин, провінція Канвондо — з 1997

За кордоном
- Харбін, провінція Хейлунцзян, Китай — з 1995
- Вейхай, провінція Шаньдун, Китай — з 2000
- Хабаровськ, Росія — з 2002
- Бейкерсфілд, штат Каліфорнія, США — з 2006
- Обухів, Україна
- Окаяма, префектура Окаяма, Японія — з 1996 — Статус дружнього міста
- Кавасакі, префектура Канагава, Японія — з 2002 — Статус дружнього міста